# Lipovljani
Lipovljani su općina u Sisačko-moslavačkoj županiji u Hrvatskoj.

## Zemljopis
Zapadno-slavonska općina u sjeveroistočnom području Sisačko-moslavačke županije.

## Stanovništvo

### Etnički sastav (2011.)
- Hrvati (87,47 %)
- Ukrajinci (4,28 %)
- Slovaci (3,07 %)
- Česi (2,55 %)
- ostali (Mađari, Talijani, Srbi,...) (2,40 %)[4]

### Vjerski sastav
- katolici (95,86 %)
- pravoslavci (1,30 %)
- ostali (2,84 %)[4]

| broj stanovnika | 2148  | 2145  | 1960  | 2739  | 3158  | 3786  | 3801  | 3994  | 4096  | 4083  | 3994  | 3783  | 3727  | 3866  | 4101  | 3455  | 2807  |
|                 | 1857. | 1869. | 1880. | 1890. | 1900. | 1910. | 1921. | 1931. | 1948. | 1953. | 1961. | 1971. | 1981. | 1991. | 2001. | 2011. | 2021. |

| broj stanovnika | 839   | 840   | 723   | 1231  | 1507  | 1940  | 2090  | 2222  | 2350  | 2183  | 2138  | 2299  | 2269  | 2430  | 2777  | 2260  | 1902  |
|                 | 1857. | 1869. | 1880. | 1890. | 1900. | 1910. | 1921. | 1931. | 1948. | 1953. | 1961. | 1971. | 1981. | 1991. | 2001. | 2011. | 2021. |

## Uprava
- Općina Lipovljani: Općinsko vijeće, Općinski načelnik, Jedinstveni upravni odjel,
- Mjesni odbor Kraljeva Velika.
- Mjesni odbor Krivaj.
- Mjesni odbor Lipovljani.
- Mjesni odbor Piljenice.

- Predstavnik slovačke nacionalne manjine.
- Predstavnik ukrajinske nacionalne manjine.
- Predstavnik češke nacionalne manjine.

## Povijest
- Područje Općine Lipovljani je za vrijeme Domovinskog rata bilo granatirano i raketirano od strane takozvane JNA i četničkih postrojbi (avio napadi, teško topništvo, višecijevni bacači raketa Orkan) Kao posljedica granatiranja bilo je ljudskih žrtava i materijalne štete. Područje Općine Lipovljani nije bilo okupirano za vrijeme Domovinskog rata.
- Na području Općine Lipovljani je za vrijeme Domovinskog rata i poslije(od 1991. do 2000. godine) bilo smješteno preko 3.000 prognanih i izbjeglih s područja Hrvatskog Pounja, Zapadne Slavonije i iz Bosne i Hercegovine.
- Općina Lipovljani je osnovana 1993. godine sukladno novom teritorijalnom ustroju u Republici Hrvatskoj. Dotadašnje Mjesne zajednice Kraljeva Velika, Krivaj, Lipovljani i Piljenice su nekada bile u sastavu Općine Novska.
- Dan Općine Lipovljani je 19. ožujka, Josipovo.

## Gospodarstvo
- Hrvatske šume, Šumarija Lipovljani

## Promet i infrastruktura
- Autocesta Zagreb – Lipovac, novoizgrađeni čvor Lipovljani, čvor Kutina, čvor Novska.
- Županijska cesta Kutina – Novska.
- Željeznička pruga Zagreb – Vinkovci, Kolodvor Lipovljani.

## Poznate osobe
- Nina Kraljić, pjevačica

U Lipovljanima je živio i radio pisac Josip Kozarac.

## Spomenici i znamenitosti
- U Lipovljanima ima mnogo starih spomenika i znamenitosti(Npr. čardak, spomenik žrtvama Domovinskog rata i dr.).
- Jedna trećina općine je u Parku prirode Lonjsko polje.
- U Lipovljanima postoje i dvije crkve. Jedna je Rimokatolička crkva sv. Josipa koja je izgrađena 1777. godine od cigli stare župne crkve koja se nalazila u Kraljevoj Velikoj, a ljudi su ju prenosili s ruke na ruku. Crkva je posvećena sv. Josipu i na glavnom oltaru nalazi se slika jedinstvena u cijeloj Europi, a dan župe i općine slavi se 19. ožujka. Druga crkva je Grkokatolička crkva Bezgrešnog začeća sv. Ane i njezin dan slavi se 18. prosinca.

## Obrazovanje
- Osnovna škola Josipa Kozarca, obrazovanje od prvog do osmog razreda.
- Dječji vrtić Iskrica, za odgoj i obrazovanje djece predškolske dobi.
- Narodna knjižnica i čitaonica Lipovljani[6]
- Opeke, Kraljeva Velika, Šumarski fakultet u Zagrebu

## Vatrogastvo
- Vatrogasna zajednica Općine Lipovljani
- Dobrovoljno vatrogasno društvo Kraljeva Velika
- Dobrovoljno vatrogasno društvo Krivaj
- Dobrovoljno vatrogasno društvo Lipovljani
- Dobrovoljno vatrogasno društvo Piljenice[7]

## Kultura
- KUD Lipa Lipovljani
- Mješoviti pjevački zbor Lira Lipovljani
- Matica hrvatska Lipovljani
- Matica slovačka Lipovljani
- KPD Ukrajinaca Karpati Lipovljani
- Češka beseda Lipovljani
- Lipovljanski susreti, kulturna manifestacija hrvatskih nacionalnih manjina[8]

## Udruge
- Udruga dragovoljaca i veterana Domovinskog rata ogranak Lipovljani
- Udruga žena Veličanke Kraljeva Velika
- Udruga žena Krivaj
- Udruga žena Ruže Lipovljani
- Udruga žena Mlinarice Piljenice
- Udruga mladih Piljenice
- Udruga Mladi na dobrom putu Lipovljani
- Udruga umirovljenika Lipovljani.
- Udruga mladih Kraljeva Velika – UMKV
- Klub tehničke kulture Lipovljani

## Politika
U Lipovljanima djeluju ogranci sljedećih političkih stranaka: HDZ, HSS, HSP, HNS, HSU i SDP.

## Šport
- NK Slavonac Lipovljani
- Nogometni klub "Stari grad" Kraljeva Velika
- NK Croatia Krivaj
- Rukometni klub "Slavonac" Lipovljani
- Kuglački klub "Slavonac" Lipovljani
- Športsko ribolovni klub Šaran Lipovljani
- Lovačko društvo Lipovljani
- Kick boxin Lithing Lipovljani
- Plesno, navijački, akrobatski klub "Iskrice" Lipovljani[9]

## Vanjske poveznice
- Službene stranice općine Lipovljani